# 2015 TB145
2015 TB145 (également écrit 2015 TB145), est un astéroïde géocroiseur potentiellement dangereux de la famille Apollon mesurant entre 280  et   620 mètres de diamètre. Il est passé à environ 1,27 distance lunaire de la Terre le 31 octobre 2015, ce qui lui a valu le surnom d'« astéroïde d'Halloween » ou de « citrouille » ou ses variantes.

## Découverte

Images radar de, le 30 octobre 2015.

Découverte de par le télescope PS1 du projet Pan-STARRS, opéré par l'Institute for Astronomy de l'université d'Hawaï.

2015 TB145 a été découvert le 10 octobre 2015 par le télescope Pan-STARRS 1 d'Hawaï. C'est à cause de l'excentricité et de la forte inclinaison de son orbite qu'il n'avait pas été remarqué plus tôt,.

## Caractéristiques orbitales

Trajectoire prévue pour le 31 octobre 2015 (en bleu) de l'astéroïde par rapport à la Terre et l'orbite de la Lune.

Sa vitesse de rencontre avec la Terre est de 125 500 kilomètres par heure (35 km/s) que la NASA qualifie d'« anormalement élevée ». Depuis 2004 XP14 (en) en juillet 2006, c'est le premier astéroïde de magnitude absolue inférieure à vingt qui passe si près de la Terre ; le suivant, (137108) 1999 AN10, est attendu en août 2027.
2015 TB145 ne repassera pas aussi près de la Terre pendant plusieurs siècles. Il ne se rapprochera pas de notre planète à moins de 0,2 unité astronomique (30 millions de kilomètres) au moins jusqu'en 2073, date à laquelle il a une petite chance de passer à moins de 0,02 unité astronomique (3 millions de kilomètres) de la Terre.

## Caractéristiques physiques
Invisible à l'œil nu, il sera suivi par plusieurs télescopes optiques et radar.

## Possibilité d'une origine cométaire
L'astéroïde 2015 TB145 pourrait être une comète éteinte.